# 17060 Mikecombi
17060 Mikecombi è un asteroide della fascia principale. Scoperto nel 1999, presenta un'orbita caratterizzata da un semiasse maggiore pari a 2,5460731 UA e da un'eccentricità di 0,1523181, inclinata di 12,21968° rispetto all'eclittica.